# Tilia × europaea
Tilia ×europaea, til·ler híbrid d'Holanda, més conegut pel nom de til·ler comú, és un híbrid que es va originar de la combinació entre la Tilia cordata i la Tilia platyphyllos. Apareix de forma silvestre disperses on els altres dos til·lers en són natius.

## Descripció
Tilia ×europaea és un gran arbre caducifoli que pot arribar fins a 15–50 m d'alçada amb un tronc de fins a 2,5 m de circumferència. La base del tronc sovint presenta bonys i una densa massa de fusta de raspall.
Les fulles es troben alternes entre, 6-15 cm de llarg i 6-12 cm d'ample, finalment pelut amb flocs de pèls més densos en les axil·les de la vena de la fulla, el marge de la fulla és serrada.
Les flors es produeixen en cúmuls de 4 a 10 a principis d'estiu amb un brancatge de color verd groguenc frondós; són fragants i pol·linitzades per les abelles. Floreixen entre els mesos de juny i juliol. Els fruits són nous verds esfèrics i petits.
Les branques són marronoses suaus. Els brots són de color marró vermellós apuntats amb dues escates. L'escorça llisa al principi i a mesura que passen els anys es comença a formar fissures, té un to marronós.
Per acabar les seves arres són profundes i aquestes s'estenen més enllà de la corona de l'arbre.

## Distribució
La seva distribució és monoica o hermafrodita, a partir de la flor.

## Habitat
És molt comú trobar arbres til·lers als diferents paisatges d'Europa, també és molt utilitzat en zones urbanes.
La Tilia ×europaea vol un terra semblant o com el guix, l'argila i la sorra, amb un pH alcalí o neutre.

## Usos

### Ús paisatgístic
S'emprà per a l'ornamentació urbana, plantat en parcs, jardins, i passeigs, pot trobar-se sol o acompanyat per altres especies.

### En termes medicinals
La seva flor s'aprofita per fer remeis naturals, és un gran diürètic, afavoreix lleugerament l'apetit i és un sedant, es pren principalment en infusions; també les seves branques serveixen per a la fabricació de carbó de til·ler, el qual es fa servir contra els gasos intestinals, l'excés d'acidesa gàstrica, malalties hepàtiques i biliars, i en cas d'absorció de verí.

### Altres usos
És un excel·lent espècie mel·lífera, tan sols un arbre pot produir 10 kg de mel clara i, a més la seva fusta és utilitzada en la fusteria; l'escora del til·ler s'utilitzava tradicionalment per fer corda; i les flors es consideraven una valuosa font d'aliment per a les abelles de la mel.
La fusta no es deforma i encara s'utilitza avui en dia per fer taulers de ressonància i tecles de piano.

## Cultiu
La Tilia és un arbre que es troba al ple sol, o sol parcial, és a dir té un alt nivell de rusticitat, necessita aigua, més aviat viu bé en la humitat, però necessita un sòl drenant i no necessita gaire manteniment. Presenta una bona tolerància a la sequera.

## Plagues i malalties
Les seves fulles són menjades per les erugues de moltes espècies d'arnes, incloent-hi el falcó de calç, el pebrot, les arnes de triangles i escars. Són molt atractives per als àfids, proporcionant una font d'aliment per als seus depredadors, incloent-hi damares i moltes espècies d'ocells. Les abelles també beuen l'àfid melassa dipositada a les fulles.
Les flors proporcionen nèctar i pol·len per als insectes, especialment les abelles.
Els arbres un cop vells proporcionen fusta morta per a escarabats que s'aboquen a la fusta i forats de nidificació per a ocells.

## Propietats de la fusta

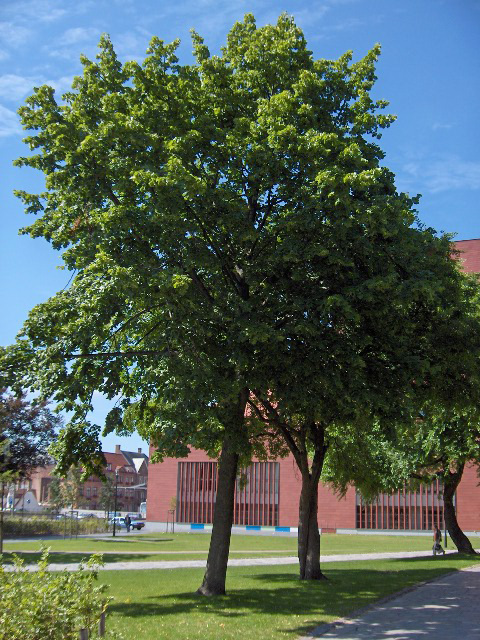

Semipesada. Amb pocs nervis i molt tova. Utilitzada pel tall de xapes i aplanades d'espècies d'aglomerats. No comporta problemes en la seva manipulació amb eines i als talls.

## Taxonomia
Tilia heterophylla va ser descrita per Carl von Linné i publicat en Species Plantarum 1: 514. 1753.
Etimologia
Tilia: nom genèric que esdevé de les paraules gregues: ptilon (= ala), per la característica de les bràcteas que facilita la propagació de la fruita pe vent.
Sinonímia
- Tilia x vulgaris Hayne [1813]
- Tilia ulmifolia n-subsp. vulgaris (Hayne) H.Marcailhou & A.Marcailhou [1901]
- Tilia silvestris n-subsp. intermedia (DC.) Bonnier [1912]
- Tilia x intermedia DC. [1824]
- Tilia x acuminata Opiz

## Informació complementària

### Mitologia i simbolisme
Els til·lers s'han associat durant molt de temps amb la fertilitat. A França i Suïssa, aquesta espècie representa un símbol de llibertat i els arbres es planten per commemorar les batalles.